# Conflicte serbo-magiar de ca. 960
Segons la dubtosa Crònica del sacerdot de Dioclea, un líder magiar anomenat Kisa (serbi: Kiš) liderà una invasió de Bòsnia, on fou decisivament derrotat per Časlav, el príncep de Sèrbia (r. 927–960), en algun lloc prop del riu Drina. La vídua de Kisa demanà al líder magiar que li donés una altra armada per venjar la seva mort. Amb un «nombre desconegut» de tropes, la vídua cercà Časlav i el trobà en algun lloc de Sírmia. A la nit, els magiars atacaren els serbis i capturaren Časlav i tots els seus familiars mascles. Sota les ordres de la vídua, a tots se'ls lligaren les mans i els peus i foren llançats al riu Sava. Vladimir Ćorović data aquest esdeveniment aproximadament al 960.